# 宽头四须鲃
宽头四须鲃（学名：Barbodes laticeps）为鲤科四须鲃属的鱼类。在中国，分布于南明河、马林河等。该物种的模式产地在贵州贵阳市。

## 扩展阅读
維基物種上的相關：宽头四须鲃